# Llista d'asteroides/197301-197400
| Nom      | Designació provisional | Data de descobriment   | Lloc de descobriment | Descobridor/s  |
| -------- | ---------------------- | ---------------------- | -------------------- | -------------- |
| 197301 - | 2003 WK129             | 21 de novembre de 2003 | Socorro              | LINEAR         |
| 197302 - | 2003 WY129             | 21 de novembre de 2003 | Palomar              | NEAT           |
| 197303 - | 2003 WS131             | 21 de novembre de 2003 | Palomar              | NEAT           |
| 197304 - | 2003 WR132             | 21 de novembre de 2003 | Socorro              | LINEAR         |
| 197305 - | 2003 WJ133             | 21 de novembre de 2003 | Socorro              | LINEAR         |
| 197306 - | 2003 WD138             | 21 de novembre de 2003 | Socorro              | LINEAR         |
| 197307 - | 2003 WW139             | 21 de novembre de 2003 | Socorro              | LINEAR         |
| 197308 - | 2003 WC140             | 21 de novembre de 2003 | Socorro              | LINEAR         |
| 197309 - | 2003 WS140             | 21 de novembre de 2003 | Socorro              | LINEAR         |
| 197310 - | 2003 WG141             | 21 de novembre de 2003 | Socorro              | LINEAR         |
| 197311 - | 2003 WJ141             | 21 de novembre de 2003 | Socorro              | LINEAR         |
| 197312 - | 2003 WB142             | 21 de novembre de 2003 | Socorro              | LINEAR         |
| 197313 - | 2003 WM143             | 19 de novembre de 2003 | Catalina             | CSS            |
| 197314 - | 2003 WQ143             | 20 de novembre de 2003 | Socorro              | LINEAR         |
| 197315 - | 2003 WE144             | 21 de novembre de 2003 | Socorro              | LINEAR         |
| 197316 - | 2003 WN146             | 23 de novembre de 2003 | Palomar              | NEAT           |
| 197317 - | 2003 WW146             | 23 de novembre de 2003 | Catalina             | CSS            |
| 197318 - | 2003 WZ146             | 23 de novembre de 2003 | Socorro              | LINEAR         |
| 197319 - | 2003 WN147             | 23 de novembre de 2003 | Kitt Peak            | Spacewatch     |
| 197320 - | 2003 WP147             | 23 de novembre de 2003 | Kitt Peak            | Spacewatch     |
| 197321 - | 2003 WT147             | 23 de novembre de 2003 | Needville            | Needville      |
| 197322 - | 2003 WZ148             | 24 de novembre de 2003 | Socorro              | LINEAR         |
| 197323 - | 2003 WW149             | 24 de novembre de 2003 | Anderson Mesa        | LONEOS         |
| 197324 - | 2003 WX149             | 24 de novembre de 2003 | Nogales              | Tenagra II     |
| 197325 - | 2003 WF151             | 24 de novembre de 2003 | Palomar              | NEAT           |
| 197326 - | 2003 WP152             | 25 de novembre de 2003 | Kingsnake            | J. V. McClusky |
| 197327 - | 2003 WF153             | 26 de novembre de 2003 | Anderson Mesa        | LONEOS         |
| 197328 - | 2003 WK157             | 24 de novembre de 2003 | Palomar              | NEAT           |
| 197329 - | 2003 WL158             | 28 de novembre de 2003 | Kitt Peak            | Spacewatch     |
| 197330 - | 2003 WE167             | 19 de novembre de 2003 | Kitt Peak            | Spacewatch     |
| 197331 - | 2003 WN168             | 19 de novembre de 2003 | Palomar              | NEAT           |
| 197332 - | 2003 WM169             | 19 de novembre de 2003 | Socorro              | LINEAR         |
| 197333 - | 2003 WD170             | 20 de novembre de 2003 | Catalina             | CSS            |
| 197334 - | 2003 WH170             | 20 de novembre de 2003 | Catalina             | CSS            |
| 197335 - | 2003 WT173             | 18 de novembre de 2003 | Kitt Peak            | Spacewatch     |
| 197336 - | 2003 WB176             | 19 de novembre de 2003 | Kitt Peak            | Spacewatch     |
| 197337 - | 2003 WE176             | 19 de novembre de 2003 | Kitt Peak            | Spacewatch     |
| 197338 - | 2003 WR176             | 19 de novembre de 2003 | Anderson Mesa        | LONEOS         |
| 197339 - | 2003 WW176             | 19 de novembre de 2003 | Kitt Peak            | Spacewatch     |
| 197340 - | 2003 WG178             | 20 de novembre de 2003 | Kitt Peak            | M. W. Buie     |
| 197341 - | 2003 WU181             | 21 de novembre de 2003 | Kitt Peak            | M. W. Buie     |
| 197342 - | 2003 WG192             | 20 de novembre de 2003 | Socorro              | LINEAR         |
| 197343 - | 2003 XH1               | 1 de desembre de 2003  | Kitt Peak            | Spacewatch     |
| 197344 - | 2003 XD2               | 1 de desembre de 2003  | Socorro              | LINEAR         |
| 197345 - | 2003 XK4               | 1 de desembre de 2003  | Socorro              | LINEAR         |
| 197346 - | 2003 XF6               | 3 de desembre de 2003  | Socorro              | LINEAR         |
| 197347 - | 2003 XN7               | 1 de desembre de 2003  | Socorro              | LINEAR         |
| 197348 - | 2003 XV7               | 3 de desembre de 2003  | Socorro              | LINEAR         |
| 197349 - | 2003 XB8               | 4 de desembre de 2003  | Socorro              | LINEAR         |
| 197350 - | 2003 XR8               | 4 de desembre de 2003  | Socorro              | LINEAR         |
| 197351 - | 2003 XT8               | 4 de desembre de 2003  | Socorro              | LINEAR         |
| 197352 - | 2003 XU8               | 4 de desembre de 2003  | Socorro              | LINEAR         |
| 197353 - | 2003 XO9               | 4 de desembre de 2003  | Socorro              | LINEAR         |
| 197354 - | 2003 XM10              | 5 de desembre de 2003  | Socorro              | LINEAR         |
| 197355 - | 2003 XR11              | 10 de desembre de 2003 | Palomar              | NEAT           |
| 197356 - | 2003 XS11              | 11 de desembre de 2003 | Needville            | Needville      |
| 197357 - | 2003 XH12              | 14 de desembre de 2003 | Palomar              | NEAT           |
| 197358 - | 2003 XR13              | 14 de desembre de 2003 | Palomar              | NEAT           |
| 197359 - | 2003 XF15              | 4 de desembre de 2003  | Socorro              | LINEAR         |
| 197360 - | 2003 XM18              | 15 de desembre de 2003 | Palomar              | NEAT           |
| 197361 - | 2003 XN18              | 15 de desembre de 2003 | Palomar              | NEAT           |
| 197362 - | 2003 XR19              | 14 de desembre de 2003 | Kitt Peak            | Spacewatch     |
| 197363 - | 2003 XH20              | 14 de desembre de 2003 | Kitt Peak            | Spacewatch     |
| 197364 - | 2003 XC21              | 14 de desembre de 2003 | Kitt Peak            | Spacewatch     |
| 197365 - | 2003 XF21              | 14 de desembre de 2003 | Kitt Peak            | Spacewatch     |
| 197366 - | 2003 XQ21              | 14 de desembre de 2003 | Kitt Peak            | Spacewatch     |
| 197367 - | 2003 XF22              | 3 de desembre de 2003  | Socorro              | LINEAR         |
| 197368 - | 2003 XV24              | 1 de desembre de 2003  | Kitt Peak            | Spacewatch     |
| 197369 - | 2003 XW25              | 1 de desembre de 2003  | Socorro              | LINEAR         |
| 197370 - | 2003 XQ31              | 1 de desembre de 2003  | Kitt Peak            | Spacewatch     |
| 197371 - | 2003 XR34              | 1 de desembre de 2003  | Kitt Peak            | Spacewatch     |
| 197372 - | 2003 XA35              | 3 de desembre de 2003  | Anderson Mesa        | LONEOS         |
| 197373 - | 2003 XD36              | 3 de desembre de 2003  | Socorro              | LINEAR         |
| 197374 - | 2003 XQ36              | 3 de desembre de 2003  | Socorro              | LINEAR         |
| 197375 - | 2003 XS37              | 4 de desembre de 2003  | Socorro              | LINEAR         |
| 197376 - | 2003 XB39              | 4 de desembre de 2003  | Socorro              | LINEAR         |
| 197377 - | 2003 XS39              | 5 de desembre de 2003  | Socorro              | LINEAR         |
| 197378 - | 2003 XD40              | 14 de desembre de 2003 | Kitt Peak            | Spacewatch     |
| 197379 - | 2003 XD42              | 14 de desembre de 2003 | Kitt Peak            | Spacewatch     |
| 197380 - | 2003 YN                | 16 de desembre de 2003 | Anderson Mesa        | LONEOS         |
| 197381 - | 2003 YZ                | 17 de desembre de 2003 | Socorro              | LINEAR         |
| 197382 - | 2003 YZ2               | 19 de desembre de 2003 | Catalina             | CSS            |
| 197383 - | 2003 YC3               | 17 de desembre de 2003 | Anderson Mesa        | LONEOS         |
| 197384 - | 2003 YE5               | 16 de desembre de 2003 | Kitt Peak            | Spacewatch     |
| 197385 - | 2003 YM5               | 16 de desembre de 2003 | Kitt Peak            | Spacewatch     |
| 197386 - | 2003 YA10              | 17 de desembre de 2003 | Socorro              | LINEAR         |
| 197387 - | 2003 YD11              | 17 de desembre de 2003 | Socorro              | LINEAR         |
| 197388 - | 2003 YN11              | 17 de desembre de 2003 | Socorro              | LINEAR         |
| 197389 - | 2003 YD12              | 17 de desembre de 2003 | Socorro              | LINEAR         |
| 197390 - | 2003 YC13              | 17 de desembre de 2003 | Anderson Mesa        | LONEOS         |
| 197391 - | 2003 YY15              | 17 de desembre de 2003 | Anderson Mesa        | LONEOS         |
| 197392 - | 2003 YC23              | 16 de desembre de 2003 | Anderson Mesa        | LONEOS         |
| 197393 - | 2003 YO23              | 17 de desembre de 2003 | Socorro              | LINEAR         |
| 197394 - | 2003 YQ23              | 17 de desembre de 2003 | Socorro              | LINEAR         |
| 197395 - | 2003 YC25              | 18 de desembre de 2003 | Socorro              | LINEAR         |
| 197396 - | 2003 YK27              | 17 de desembre de 2003 | Črni Vrh             | Črni Vrh       |
| 197397 - | 2003 YU28              | 17 de desembre de 2003 | Kitt Peak            | Spacewatch     |
| 197398 - | 2003 YU29              | 17 de desembre de 2003 | Palomar              | NEAT           |
| 197399 - | 2003 YJ30              | 18 de desembre de 2003 | Socorro              | LINEAR         |
| 197400 - | 2003 YX30              | 18 de desembre de 2003 | Socorro              | LINEAR         |